# Барон Грандисон
Барон Грандисон (англ. Baron Grandison) — английский аристократический титул, дважды созданный в 1299 году в системе пэрства Англии для представителей рода Грандисонов (Грансонов) континентального происхождения. Перешёл в состояние ожидания в 1375 году.

## История титула
6 февраля 1299 года король Англии Эдуард I вызвал в свой парламент Гильома де Грансона (Уильяма де Грандисона), аристократа из Бургундского королевства, который приехал в Англию в составе свиты королевы Элеоноры Прованской. 21 сентября того же года он вызвал в парламент и брата Гильома, Оттона; эти два события считаются разными креациями титула. Оттон умер в 1328 году, не оставив наследников, так что его титул вернулся короне, Гильом/Уильям же передал титул сыну. После смерти в 1375 году его внука, 4-го барона, титул перешёл в состояние ожидания.

## Носители титула
Первая креация
- 1299—1335: Уильям де Грандисон[3][4];
- 1335—1358: Питер де Грандисон, сын предыдущего[5];
- 1358—1369: Джон де Грандисон, брат предыдущего[6];
- 1369—1375: Томас де Грандисон, племянник предыдущего[1][7].

Вторая креация
- 1299—1328: Отто де Грансон (Грандисон)[8].